# Janjina
Janjina je naselje in občina na Hrvaškem. Občina Janjina (540 prebivalcev 2021) spada pod Dubrovniško-neretvansko županijo.
Leži v notranjosti polotoka Pelješac pod 244 m visokim hribom Gradine. Janjino sestavljata dve naselji: eno glavno in večje - Janjina, in drugo manjše priključeno naselje Zabrežje. Janjina je vinogradno središče osrednjega dela polotoka.

## Zgodovina
Arheološka izkopavanja so pokazala, da je bila Janjina naseljena že v prazgodovinskem času, in v rimski dobi, kar dokazujejo pri izkopavanjih najdeni grobovi nad naseljem. V starih zapisih se Janjina prič omenja 1222. Od leta 1333, ko je prišla v posest Dubrovnika je bil v Janjini sedež kapitanije, a od leta 1465 dalje pa sedež kneza.
Na pročelju fasade knežjega dvorca, ki stoji Janjini je vzidan relief sv. Vlahe - zaščitnika Dubrovnika.

## Demografija
| Pregled števila prebivalcev po letih | Pregled števila prebivalcev po letih | Pregled števila prebivalcev po letih | Pregled števila prebivalcev po letih | Pregled števila prebivalcev po letih | Pregled števila prebivalcev po letih | Pregled števila prebivalcev po letih | Pregled števila prebivalcev po letih | Pregled števila prebivalcev po letih | Pregled števila prebivalcev po letih | Pregled števila prebivalcev po letih | Pregled števila prebivalcev po letih | Pregled števila prebivalcev po letih | Pregled števila prebivalcev po letih | Pregled števila prebivalcev po letih |
| ------------------------------------ | ------------------------------------ | ------------------------------------ | ------------------------------------ | ------------------------------------ | ------------------------------------ | ------------------------------------ | ------------------------------------ | ------------------------------------ | ------------------------------------ | ------------------------------------ | ------------------------------------ | ------------------------------------ | ------------------------------------ | ------------------------------------ |
| 1857                                 | 1869                                 | 1880                                 | 1890                                 | 1900                                 | 1910                                 | 1921                                 | 1931                                 | 1948                                 | 1953                                 | 1961                                 | 1971                                 | 1981                                 | 1991                                 | 2001                                 |
| 630                                  | 636                                  | 708                                  | 691                                  | 821                                  | 742                                  | 777                                  | 807                                  | 581                                  | 570                                  | 556                                  | 476                                  | 369                                  | 333                                  | 256                                  |